# 서울특별시도로사업소
서울특별시도로사업소(서울特別市道路事業所)는 도로, 도로시설물 관리 및 원활한 교통소통에 관한 사무를 분장하는 서울특별시청의 사업소이다. 동부·서부·남부·북부·성동·강서도로사업소가 존재하며, 각 소장은 지방기술서기관으로 보한다.

## 설치 근거 및 소관 사무

### 설치 근거
- 「서울특별시 행정기구 설치조례」 제104조제1항[2]

### 소관 사무
- 과적차량에 대한 단속 및 단속원 관리에 관한 사항
- 포장도로의 보수 및 도로굴착에 관한 사항
- 도로시설물 보수·보강 및 유지관리
- 소규모 입체교차로·고가차도, 하천복개구조물에 관한 사항
- 교통신호기·교통안전시설의 신설 및 유지관리

## 연혁
- 1971년 6월 29일: 건설사업소 설치.[3]
- 1976년 12월 31일: 동부·남부·서부건설사업소로 분리.[4]
- 1978년 5월 30일: 북부·서부·남부·동부건설사업소로 개편.[5]
- 1981년 11월 9일: 종합건설본부의 하부기관으로 편입.[6]
- 1989년 4월 17일: 서울특별시청 직속기관으로 독립.[7]
- 1994년 12월 1일: 도시시설안전관리본부의 하부기관으로 흡수.[8]
- 1996년 1월 15일: 동부·서부·남부·북부·성동·건설관리사업소로 개편하고 건설안전관리본부의 하부기관으로 변경.[9]
- 2003년 1월 10일: 건설안전본부의 하부조직으로 변경.[10]
- 2008년 1월 1일: 서울특별시청 직속 동부·서부·남부·북부·성동·강서도로교통사업소로 독립.[11]
- 2010년 9월 27일: 동부·서부·남부·북부·성동·강서도로사업소로 개편.[12]

## 조직

### 소장
- 관리단속과[13]
- 도로보수과[14]
- 시설보수과[14]
- 기전과[15]

## 명칭 및 위치
| 명칭                     | 위치                      | 좌표                                                                      |
| ------------------------ | ------------------------- | ------------------------------------------------------------------------- |
| 서울특별시동부도로사업소 | 강남구 남부순환로 3142-33 | 북위 37° 29′ 49.8″ 동경 127° 04′ 32.4″ / 북위 37.497167° 동경 127.075667° |
| 서울특별시서부도로사업소 | 마포구 가양대로 203       | 북위 37° 35′ 09.6″ 동경 126° 53′ 05.2″ / 북위 37.586000° 동경 126.884778° |
| 서울특별시남부도로사업소 | 영등포구 도림로 145       | 북위 37° 29′ 37.2″ 동경 126° 53′ 52.0″ / 북위 37.493667° 동경 126.897778° |
| 서울특별시북부도로사업소 | 강북구 한천로 768         | 북위 37° 37′ 58.6″ 동경 127° 02′ 18.2″ / 북위 37.632944° 동경 127.038389° |
| 서울특별시성동도로사업소 | 성동구 자동차시장길 41    | 북위 37° 33′ 33.8″ 동경 127° 03′ 23.6″ / 북위 37.559389° 동경 127.056556° |
| 서울특별시강서도로사업소 | 강서구 양천길 510         | 북위 37° 34′ 23.3″ 동경 126° 49′ 49.3″ / 북위 37.573139° 동경 126.830361° |